# 艾伦·谢泼德
小艾伦·巴特利特·谢泼德少将（英語：Alan Bartlett Shepard Jr.，1923年11月18日—1998年7月21日）是一位美国宇航员、海军航空兵、试飞员，也是一位商人。他是美国国家航空航天局最早的水星计划七名宇航员之一，1961年执行水星-红石3号任务，成为第一位进入太空的美国宇航员，也是继尤里·加加林之后第二位在太空飞行的人类。
谢泼德1944年毕业于马里兰州安纳波利斯的美国海军学院。二战期间，他曾在太平洋战场的水面部队服役。他在战后返回美国，于1947年完成海军航空兵的培训，1950年又接受了试飞员课程，之后逐渐成为海军的顶级飞行员之一。1959年，美国国家航空航天局选中谢泼德成为最早一批宇航员，即水星计划七人之一。1961年5月5日，谢泼德参加水星计划的首次载人任务水星-红石3号，乘坐“自由7号”太空舱进入太空。此次飞行未能进入地心轨道，是一次次軌道太空飛行，但足以使他成为第二位进入太空的人类，以及第一位在太空飞行的美国宇航员。任务中，谢泼德在舱内手动操纵了航天器的飞行姿态，是人类历史上首次完成这一成就。水星计划最后阶段中，谢泼德原定于1963年乘坐“自由7号II”太空舱完成水星-宇宙神10号任务，计划在太空飞行三天，但任务最终取消。
水星计划结束后，谢泼德获得机会成为双子座计划首次载人任务的指令长，但在1963年确诊患有内耳疾病美尼尔氏综合症，导致头晕、恶心等症状，不适宜参加太空项目，被无限期禁飞。他于1963年11月获任命成为航空航天局宇航员办公室主任，负责宇航员训练和任务计划等工作。1969年，谢泼德接受手术治疗后恢复飞行资格，开始参与阿波罗计划。1971年，他成为阿波罗14号指令长，驾驶“心大星”号登月舱降落月球，成为第五位登陆月球的宇航员，也是登月时年龄最大的一位宇航员、水星计划七人中唯一一位登月者。他在月球表面时曾打出两颗高尔夫球，是人类历史上的唯一一次月球高尔夫。1974年，谢泼德自航空航天局和海军退役，之后晋升为海军少将，成为第一位达到此军衔的宇航员。
谢泼德在两次太空任务之后两度获得航空航天局杰出服务勋章，在水星-红石3号任务之后还获得海军杰出服役勋章和飞行优异十字勋章。1978年，时任总统吉米·卡特为谢泼德颁发了美国国家航空航天局最高荣誉國會太空榮譽勳章。美国海军以谢泼德的名字命名了一艘补给舰，美国多地也有以他的名字命名的道路、建筑和学校。

## 早年生活和教育
小艾伦·巴特利特·谢泼德于1923年11月18日出生在美国新罕布什尔州縣的城镇德里。父亲是老艾伦·B·谢泼德（Alan B. Shepard Sr.），人称巴特（Bart）；母亲是波莉娜·伦扎·谢泼德（Pauline Renza Shepard），婚前姓埃默森（Emerson）。谢泼德是家中的长子，有一个妹妹波莉娜，常被人称作波莉（Polly）。
谢泼德家的祖先可以追溯到乘坐五月花号来到新大陆的清教徒理查德·沃伦。谢泼德父母家都是当地的望族。他的祖父拥有当地的德里国家银行，老谢泼德年轻时就在这里工作；母亲埃默森家则拥有德里最大的鞋厂。老谢泼德在1915年曾加入国民警卫队，一战期间还曾随美国远征军奔赴法国作战。战后他仍在国民警卫队服役，1940年又应征参加二战，最终晋升为上校。
谢泼德小学就读于德里当地的亚当斯学校（Adams School），自幼天资聪颖，数学天赋极高，给老师留下深刻印象。他在小学老师建议下跳过六年级，直接升入中学，在德里的橡树街学校（Oak Street School）就读。中学期间，他又跳过八年级直接升入高中。1936年，谢泼德进入私立高中平克顿学院学习。这里是他父亲的母校，他的祖父也曾是学校校董。他就在这里完成了九至十二年级的学业。谢泼德迷恋飞行，视查尔斯·林德伯格为心目中的偶像，在高中期间还曾创建过一个航模俱乐部。1937年，他尝试驾驶朋友家的自制滑翔翼飞下山坡，但遇到大风而未能成功。他的母亲之后带他乘道格拉斯DC-3完成人生中第一次飞行，作为圣诞礼物。1939年，谢泼德开始经常骑自行车前往附近的曼彻斯特飞行场，帮人打零工、维护飞机，以求学到一点飞行知识。
1939年，纳粹德国入侵波兰，二战爆发。谢泼德的父亲希望他参加陆军，而当时海军正在大量购入飞机、培训飞行员，谢泼德于是选择加入马里兰州安纳波利斯的海军学院。1940年，16岁的谢泼德通过了入学考试，但因年龄太小只能前往法拉格特海军学院学习预科课程，在次年正式进入海军学院学习。就读预科时，他在测试中一度测得145的高智商，但在校成绩只是一般水平。在海军学院期间，谢泼德热衷水上运动，尤其擅长帆船，曾在诸多赛事中获得胜利。他学会了驾驶学校的各种船只，小到14英尺（4.3）长的小船，大到90英尺（27）的双桅纵帆船自由号护卫舰都能熟练操作。在校期间，他还参加了游泳和赛艇等运动。同学称他“并不突出，但性格讨喜”。
1942年圣诞假期，谢泼德到普林西庇亞學院看望妹妹时结识了在这里就读的路易丝·布鲁尔（Louise Brewer）。布鲁尔的父母为杜邦家族照料别墅，家庭生活优越。她的父母和谢泼德母亲都信奉基督科學教會。谢泼德和布鲁尔两人相谈甚欢，很快成为恋人，之后两年中一直通信不断。此时二战战火已蔓延至全球，海军学院的四年学制因此缩短至三年。谢泼德于1944年6月6日诺曼底登陆打响数小时后毕业获得理学士学位，在这一届900多名学生中排名第463位，同时获任命为少尉。毕业后一个月，他就与布鲁尔两人秘密订婚。

## 海军生涯

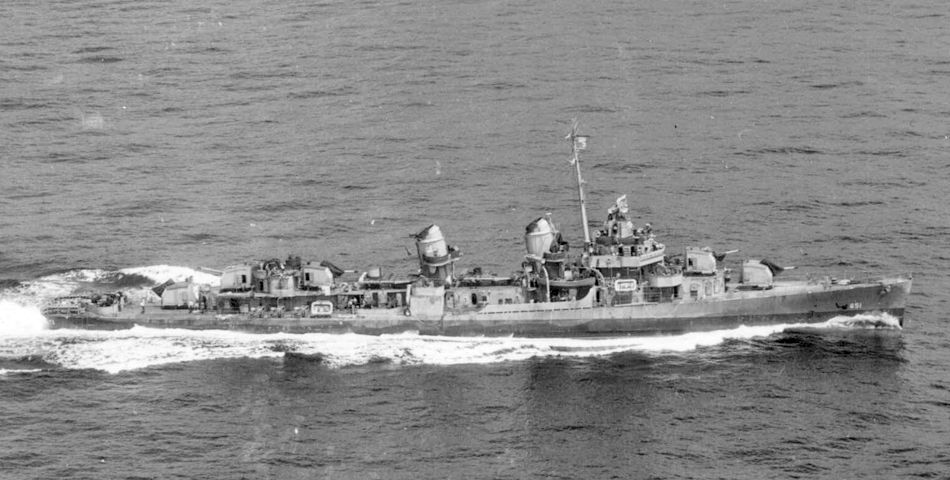
1945年时的科格斯韦尔号驱逐舰 (DD-651)

毕业后，谢泼德在课堂中接受了一个月的飞行课程。按照美国海军规定，海军航空兵必须先在海上服役，谢泼德于是在1944年8月分配至科格斯韦尔号驱逐舰。此时科格斯韦尔号正在太平洋执行任务，谢泼德直至10月30日才在其返回烏利西環礁海军基地后登船。11月3日，美军雷诺号轻巡洋舰遭日军鱼雷击中，附近的科格斯韦尔号前往救援，谢泼德也参与了救援工作。科格斯韦尔号共救出雷诺号上172人，随后护送其返回烏利西環礁维修。12月，这艘驱逐舰遭遇台风科博拉吹袭，另外三艘驱逐舰在台风中沉没，但她得以幸免。次年1月，科格斯韦尔号参与了仁牙因灣戰役，抵抗日军神风特攻队的袭击。
1945年2月，科格斯韦尔号返回美国检修，谢泼德因此获得三周假期。3月3日，他和路易丝在特拉华州威尔明顿举行了婚礼，他的父亲巴特在婚礼中担任伴郎。两人在婚后度过了短暂的蜜月，谢泼德于4月5日又回到长滩海军造船厂重返部队。他返回科格斯韦尔号后进入舰上的火炮部门，负责操作舰首的20毫米和40毫米防空炮。在沖繩島戰役中，科格斯韦尔号自1945年5月27日至6月26日担任雷達哨戒艦，负责防范神风特攻队袭击并及时向舰队发出预警，也是最易受到日军战机攻击的位置。谢泼德就负责指挥火炮手击落来袭的日军战机。科格斯韦尔号之后返回第38特遣舰队。这艘驱逐舰还直接参与了盟军海军对日炮击，9月日本投降时也在东京湾出席了受降仪式。日本投降两周后，谢泼德接到任务返回美国。

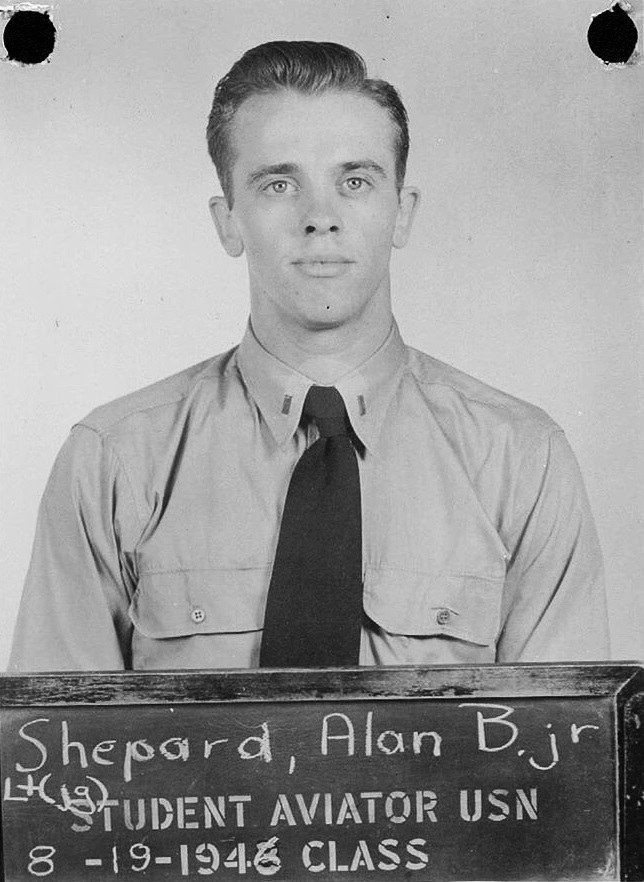
1946年，谢泼德的海军航空兵学员照

1945年11月，谢泼德抵达德克萨斯州科珀斯克里斯蒂海军航空站，次年1月7日开始接受飞行基础训练。他在最初表现尚可，但在之后的飞行训练中成绩平平，教官称他“不稳定”，缺乏飞行员的直觉。1946年时，谢泼德险些遭劝退转至水面部队。他为了弥补自己的不足，在当地民用飞行学校参加了私人飞行课程。海军不允许这种行为，他只能秘密接受训练，数月后便获得民用飞行执照。他的飞行技术日渐长进，到1947年初已经获得“中上水平”的评价，并转到佛罗里达州彭薩科拉海軍航空基地接受最后的高级课程。在课程最后的考核中，谢泼德驾驶飞机在塞班島號航空母艦降落六次，以近乎完美的表现通过考核。他的父亲随后亲自为他佩戴上海军航空兵的徽章，两人身着军装敬礼致意。谢泼德日后称这是他生命中“最美好的瞬间之一”。

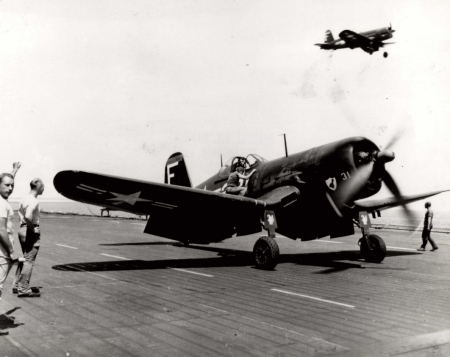
谢泼德在罗斯福号航母上第105次驾驶F4U战斗机飞行

1947年4月，谢泼德成为海军航空兵后被分配到第42战斗机中队驾驶F4U海盜式戰鬥機。这一中队名义上驻扎于羅斯福號航空母艦，但航空母舰这时正在大修，谢泼德于是前往弗吉尼亚州加入暂时驻扎在诺福克海军基地的中队。他的妻子路易丝也在产下女儿后搬到诺福克居住。1948年，谢泼德与中队一起登上罗斯福号，赴加勒比地区巡航。这是谢泼德和同袍中大多数航空兵的首次任务，指挥官不允许这些首次参加任务的飞行员在夜间驾驶战斗机实施舰上着陆。海盗式战斗机的夜间着陆尤其危险，指挥官只允许有经验的飞行员操作。谢泼德不断劝说中队指挥官詹姆斯·阿伯特，最终获得夜间降落的许可，成为海军第一位驾驶海盗式战斗机在航空母舰上完成夜间着陆的新兵，给指挥官留下了深刻的印象。夜间着陆航母也成为他之后飞行生涯中的特长之一。自加勒比海返回诺福克不久，罗斯福号又出发前往地中海巡航。谢泼德常常在酒吧中穿梭作乐，还很会讨各种女性的欢心。他在法国、意大利为妻子购买各种礼物，每天还定时和她通电话。
1950年，26岁的谢泼德在指挥官的推荐下，获选进入马里兰州帕图森河海军基地的海军试飞员学校，成为同级中最年轻的学生。此时朝鲜战争已经爆发，谢泼德因试飞员课程而未参与战争。训练课程颇为轻松，他在课程结束后开始参加试飞的工作。他曾在高海拔飞行获取北美上空不同高度的光照和气团数据，研究不同机型在不同条件下的状况，测试过海军的全新空中加油系统，还曾检测麦克唐纳F2H女妖式喷气战斗机的航母适航认证，以及试验首个航母斜角甲板。1952年，切萨皮克湾大桥刚建成不久，谢泼德驾驶女妖式战斗机从桥下飞过，拉升到桥梁上空又再次穿过桥洞，这样环绕桥面飞行了一圈，因此遭到主管约翰·海兰德的批评。之后他又先后驾机低空掠过大洋城海滩和整座海军基地。基地指挥官蒲賴德少将上报了他的违规行为，打算把他交给軍事法庭处置。但谢泼德的上级罗伯特·M·埃尔德（Robert M. Elder）和海兰德认为他前途无限，一同为他说情，才帮他逃过一劫。谢泼德最终只获得单人禁闭的处罚。埃尔德之后也成为谢泼德的导师，二人经常一起完成任务。
1953年，谢泼德调动至第193战斗机中队，执飞F2H女妖式战斗机。这一中队昵称“幽灵骑士”（"Ghostriders"），是一支全天候战斗机中队，驻扎在加利福尼亚州莫菲特飞行场，隶属于第19飞行大队（Air Group 19）。当时美国海军航空兵中驾驶过喷气式战机的人仍属罕见，大队指挥官詹姆斯·D·拉马奇只得四处寻找有经验的飞行员。他在罗伯特·M·埃尔德的建议下点名要求谢泼德调动至自己的大队。拉马奇很快发现谢泼德飞行技巧高超，少有飞行员能达到他的水平，之后任命他作自己的僚机。这一决定日后拯救了拉马奇的生命。1954年，拉马奇驾驶的战机供氧系统故障，他在飞行中出现头晕恶心、失去方向感，无力操纵飞机降落，正是谢泼德通过无线电引导他安全着陆。在第193中队服役期间，谢泼德曾任行动指挥，靠自己的飞行知识指导其他飞行员安全完成任务。他还曾在奧里斯卡尼號航空母艦上短暂服役两小时。1953年，奥里斯卡尼号出发前往西太平洋的朝鲜战争战场，但尚未抵达时朝鲜停战协定就已签订生效。谢泼德也未能参与朝鲜战争。
1954年，谢泼德晋升为海軍少校，他能娴熟操作各种飞机，逐渐成为海军年轻飞行员眼中的榜样和导师。飞行大队的约翰·惠特尼（John Whitney）少将一度希望谢泼德能担任他的侍从官，但谢泼德对这一职位并不感兴趣，他希望继续驾驶飞机。拉马奇出面替他婉拒惠特尼，并派遣谢泼德重回帕图森河海军基地任试飞员和指导员。他在任试飞员期间共试飞过麦克唐纳F3H“惡魔”、沃特F-8“十字军”、道格拉斯F4D“天光”、格鲁曼F-11“虎”等多种战斗机机型。整个试飞生涯中，谢泼德曾两次死里逃生。他在测试F11F“虎”战斗机时，高速俯冲过程中遭遇引擎熄火、驾驶舱失压，战机急速坠落。他多次重新点火未果，直至距地面12,000英尺（3,700）才得以启动引擎控制住飞机，最终平安降落。谢泼德之后在报告中给这一机型打出负面评价，海军因此取消了原计划的订单。他在驾驶沃特F7U弯刀战斗机时也曾遇到危险。在他驾驶飞机完成快速横滚的特技时，飞机陷入倒飞尾旋急速坠落。他多次尝试改出尾旋以恢复正常的平稳飞行都未能成功，最终只能靠弹射座椅逃生。1957年，谢泼德试飞道格拉斯F5D“空中枪骑兵”后，因不满其操纵手感而给出差评。海军此时已经十分重视他的意见，接受他的建议取消订单改为购买F8U战斗机。他因此惹怒了制造商道格拉斯，但仍然坚持差评。
谢泼德在试飞员学校期间曾担任飞行教官，之后进入罗德岛州纽波特的美國海軍戰爭學院深造。他于1957年毕业获得文学硕士学位，之后前往诺福克进入美国海军大西洋舰队总司令幕僚任飞机战备官（Aircraft Readiness Officer）。1959年时，他的飞行时间已经达到3,600小时。谢泼德在一生中总计飞行超过8,000小时，其中3,700小时是驾驶喷气式战机的飞行时间。

## 航天事业

### 水星计划七人

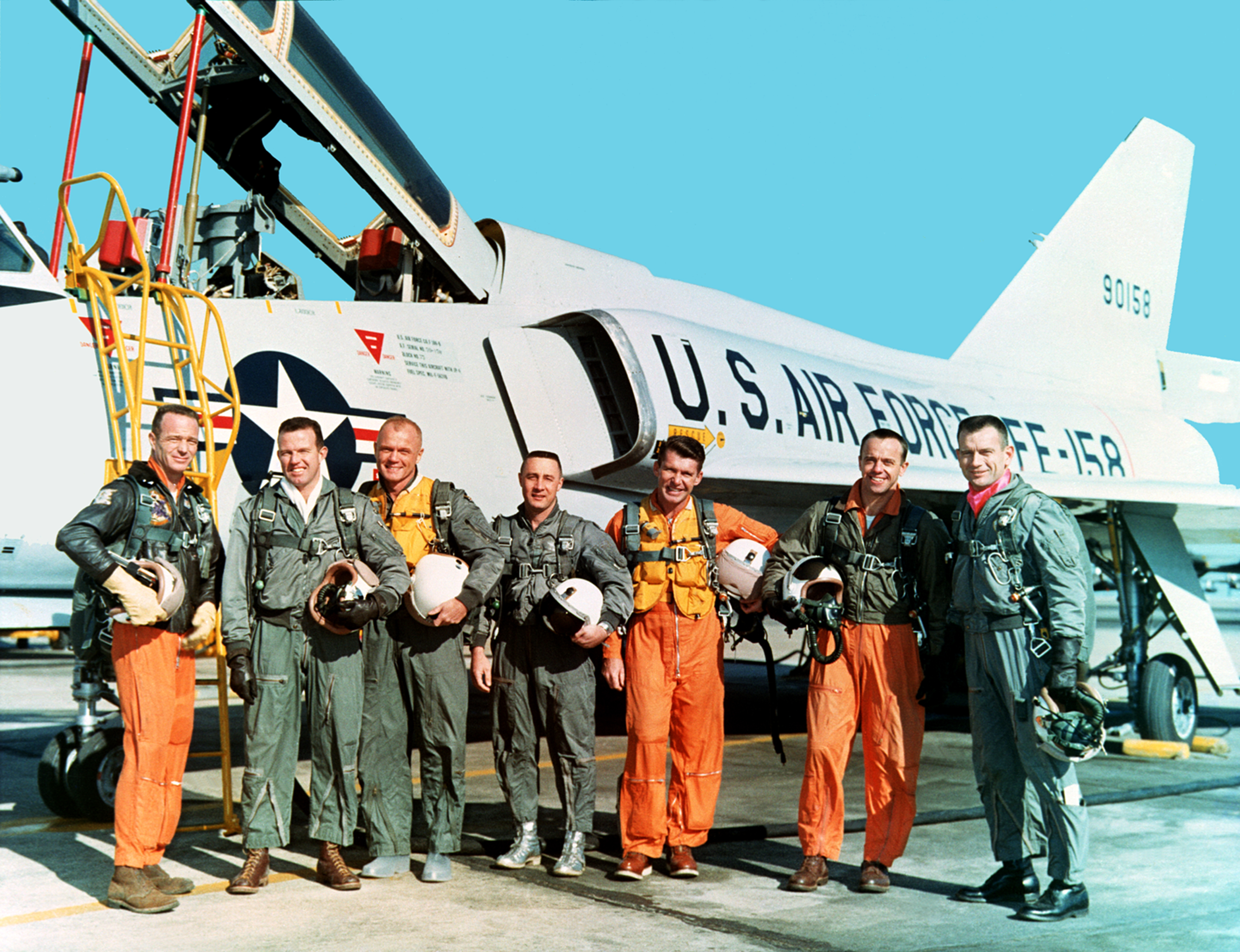
1961年，水星计划七人在一架美国空军F-106战斗机前合影。自左至右依次为：斯科特·卡彭特、戈尔登·库勃、约翰·格伦、维吉尔·格里森、瓦尔特·施艾拉、艾伦·谢泼德和迪克·斯雷顿

1957年10月4日，苏联发射人类历史上第一颗人造卫星史普尼克1號。美国此前一直认为自己在航天领域领先苏联，这次发射大大打击了美国人对自己科技能力的信心，引发公众和政界恐慌，即史普尼克危機。时任美国总统德怀特·艾森豪威尔于是带领美国进入太空競賽，以回应此次发射。1958年10月1日，美国国家航空航天局正式成立，负责民用太空计划、发展航空航天科技。航空航天局成立后于12月17日公布水星计划，目标是以最简单有效的方法发射载人飞行器进入地心轨道并安全返回，同时测试宇航员在太空环境下的体征和能力。
艾森豪威尔随后批准航空航天局在军队试飞员中选拔首批宇航员。航空航天局计划招收110名试飞员，并向谢泼德了发出邀请。谢泼德作为海军最优秀的试飞员之一，对这一邀请期待已久，于是欣然接受。航空航天局通过国防部共招募了508名试飞员学校毕业生，从中选拔出满足标准的110人。标准要求候选人年龄在25至40岁之间，学士（或同等级别）及以上学历，身高不超过5英尺11英寸（1.80）。标准中的年龄和学历要求可根据情况变通，但受航天器体积限制，身高要求为硬性规定。110位候选人分成3组，其中最有希望的35位候选人为第一组成员。谢泼德就在这一组当中。
1959年2月2日，第一组候选人到五角大楼接受会面。海军作战部长阿利·伯克上将接见了其中的海军和海军陆战队成员，空军参谋长托马斯·D·怀特上将接见了空军成员。两位将军都表达了对太空计划的支持，同时承诺自愿参加太空计划者的事业不会受到负面影响。航空航天局官员向候选人介绍了水星计划，坦承这一计划可能存在危险，但对国家意义重大。心理医生随后对候选人进行测试，并询问他们是否自愿参与这一计划，谢泼德心情激动，表示乐意加入。当晚，谢泼德向海军试飞员同僚吉姆·洛弗尔、皮特·康拉德和瓦尔特·施艾拉谈到此事，四人对自己的事业都或多或少有些担心，但都决定参加到计划中。这四人之后都成为了宇航员。
第二组34人在一周后也参与了同样的介绍和测试。前两组69人经过筛选后，有6人因身高超标淘汰，15人因其他原因退出，最终留下32位候选人。这些候选人的积极性远超过航空航天局的预期。航空航天局计划选出12人作为参加水星计划的第一批宇航员，原本预计有很多人不愿参与太空项目，因此准备的候选人数多达110人。但航空航天局此时发现前两组留下的32人中已经足够选出12人，原本110人中剩余的第三组41人于是未能参加选拔。航空航天局设定第一批宇航员人数时曾考虑到宇航员获选后可能中途退出，如今了解到候选人的参与热情之高，意识到宇航员放弃任务的可能性也比预期中要低，因此又将第一批宇航员的名额缩减至6人。前两组选出的32位候选人在新墨西哥州阿布奎基洛夫莱斯诊所和俄亥俄州代顿赖特航空航天医学实验室接受了严格体检和心理测验。这一环节中仅有一位候选人吉姆·洛弗尔因体检误诊而遭淘汰，他在日后入选第二组宇航员；另外有13人勉强通过但专家持保留意见。航空航天局太空任务工作组主管罗伯特·吉尔鲁斯最终难以抉择，决定选出七人参加水星计划，即水星计划七人。
谢泼德在等待数周之后，于1959年4月1日得知自己入选的消息。他在两天后与路易丝一同前往波士顿参加表亲婚礼时向父母和妹妹宣布了这一喜讯。1959年4月9日，航空航天局在华盛顿特区召开新闻发布会公布了七位宇航员的姓名：斯科特·卡彭特、戈尔登·库勃、约翰·格伦、维吉尔·格里森、瓦尔特·施艾拉、艾伦·谢泼德和迪克·斯雷顿。5月18日，七位宇航员到卡纳维拉尔角首次观看火箭发射。当天发射的火箭是SM-65D擎天神，与计划中送宇航员进入太空的火箭型号相仿。火箭升空数分钟后就意外爆炸，七人目瞪口呆。谢泼德则对格伦说道：“好吧，还好他们把那个处理掉了。”七人一度怀疑这次任务恐怕有去无回。

### 自由7号

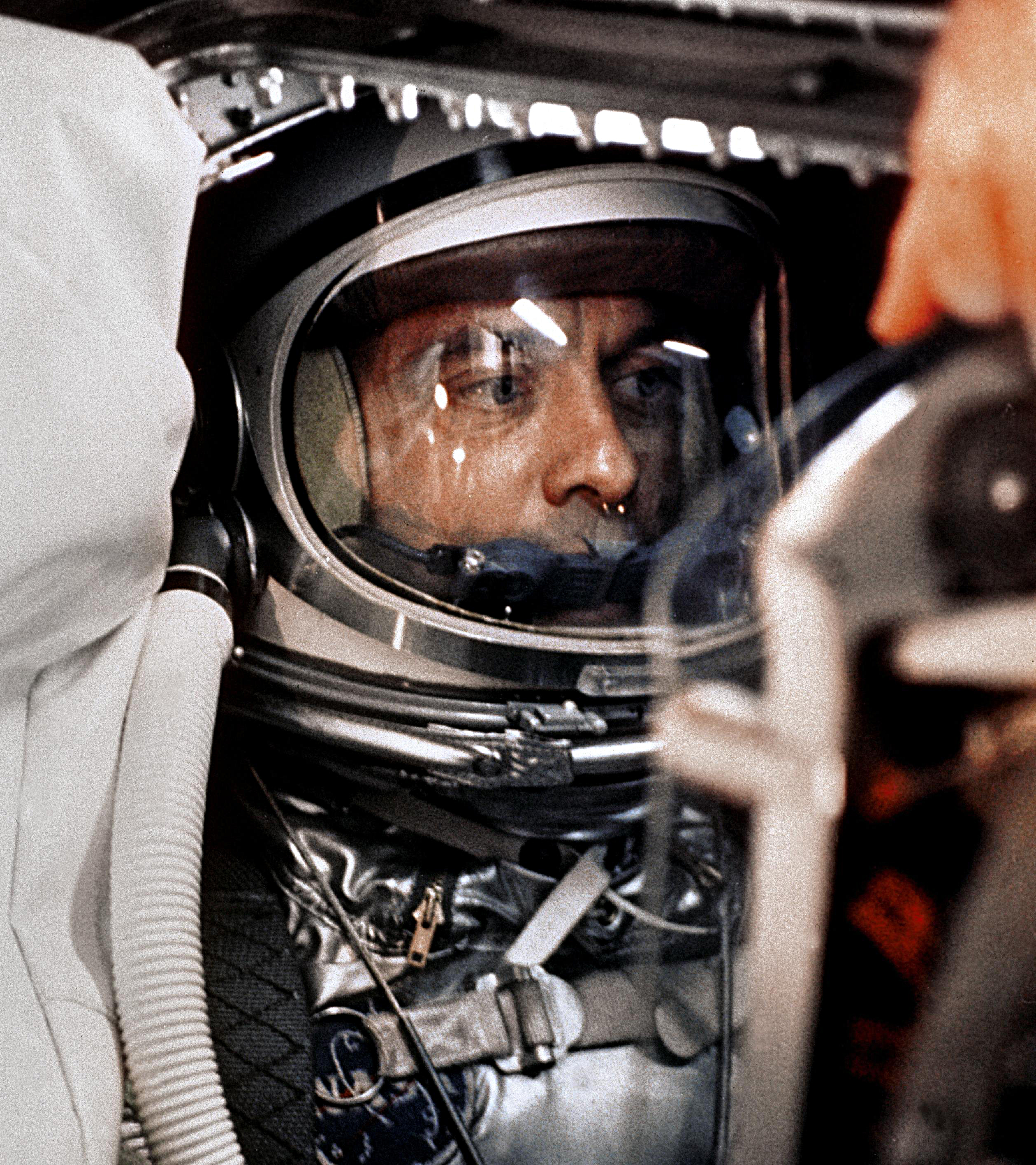
谢泼德在自由7号舱内等待发射

七名宇航员入选后开始在弗吉尼亚州漢普頓的朗利研究中心接受训练。此时航空航天局已经确定首个载人航天器的设计方案，由火箭助推器将一个锥形舱送入太空。七人之间的竞争激烈，约翰·格伦尤其给谢泼德带来巨大压力。他开始戒烟，像格伦一样每天晨跑，但依然不忘饮酒调情。1961年1月19日，太空任务主管罗伯特·吉尔鲁斯向七人宣布选定由谢泼德执行此次任务，成为第一个进入太空的美国人。但为了不给他增加压力，航空航天局未向媒体公布具体人选。谢泼德在训练中完成了120次模拟飞行，并率先完成了多轴惯性空间试验（Multiple Axis Space Test Inertia Facility）。原计划他将于1960年4月26日升空，但因准备工作超出预期，发射日期先后六次推迟，最终定于1961年5月5日。1961年4月12日，苏联在载人航天中抢得先机，宇航员尤里·加加林乘东方1号进入太空，在人类历史上首次沿轨道环绕地球一周，成为首个在太空飞行的人类。美国人再次受到打击。谢泼德看到新闻报道后脸色阴沉，拳头重重锤在桌子上。航空航天局公关官员称谢泼德当时怒火难消，几乎要将桌子砸碎。此后五天的4月17日，美国在猪湾事件中又遭遇失败，时任总统约翰·肯尼迪与航空航天局官员会面，要求他们赶超苏联人，为美国赢得一次胜利。

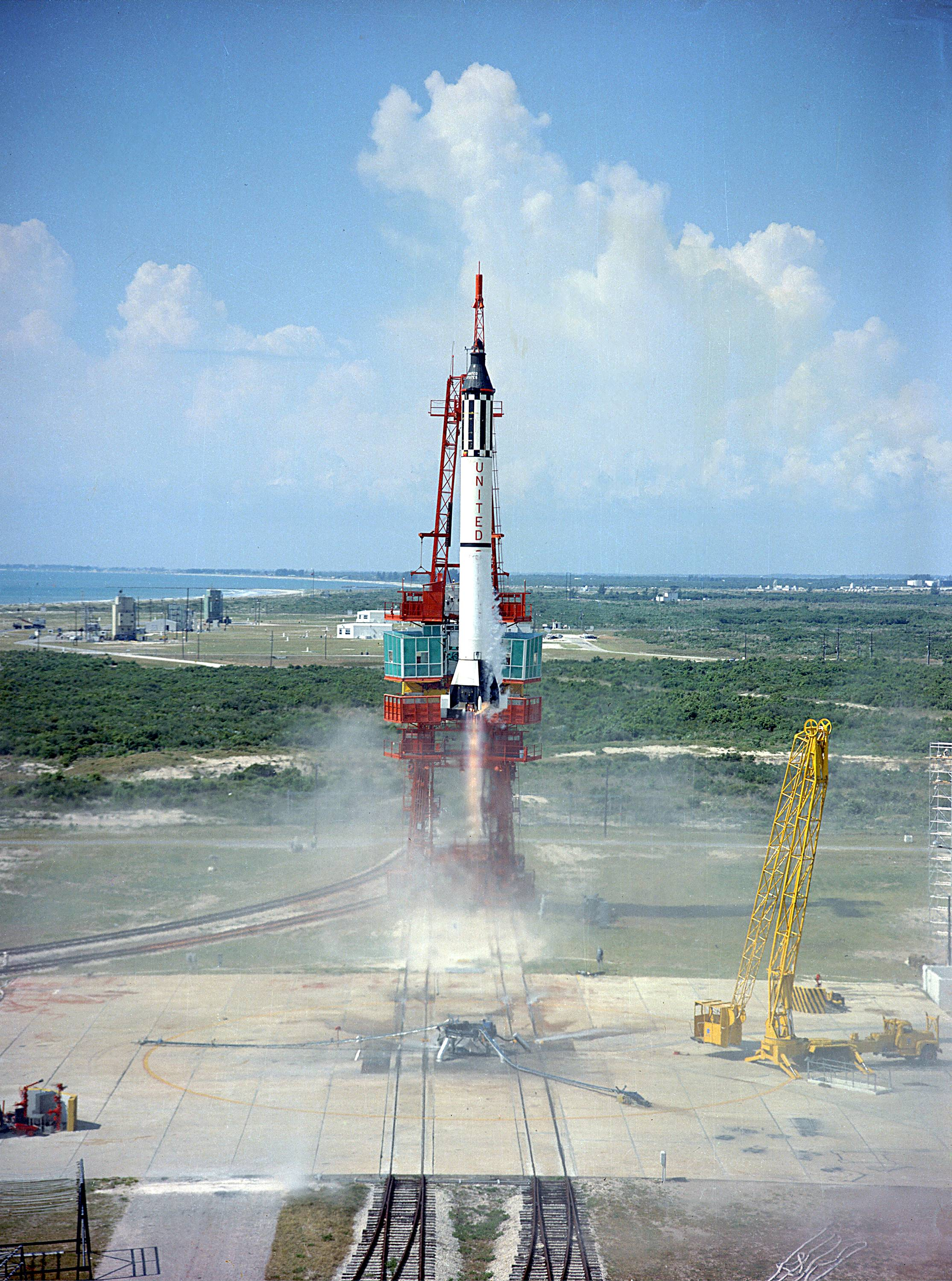
载有自由7号的红石火箭发射瞬间

此次任务名为水星-红石3号，谢泼德为其中的太空舱取名为“自由7号”。北美东部时间1961年5月5日早晨9:34，谢泼德乘坐自由7号太空舱，由红石火箭发射进入太空。他自此成为第二个在太空飞行的人类，第一位进入太空的美国宇航员。有4,500万美国观众通过电视直播观看了发射过程。此前加加林乘东方1号进入地心轨道绕地球飞行108分钟，而自由7号则未能进入轨道，仅在亚轨道弹道飞行了15分钟28秒，其中三分之一的时间处于失重状态。自由7号最高飞行高度达到116規里（187），之后降落于302規里（486）外的大西洋上。与加加林的东方1号不同，此次飞行并非完全自动驾驶，谢泼德在舱内可以控制太空舱的姿态。他也成为首个在舱内手动操纵航天器飞行的宇航员。发射前，谢泼德曾对自己说：“谢泼德，别搞砸了……”航天工程师基恩·克蘭茨则在自传中提到，“记者问到谢泼德坐在红石火箭顶端等待发射时在想什么，他回答道，‘这艘飞船上每个部件都是开价最低的承包商生产的。’”
自由7号溅落在海面上的冲击力与喷气式飞机降落在航母甲板时的冲击力相近。太空舱降落后数分钟，直升机就赶到现场，将舱体部分拉出水面。谢泼德从舱口爬出进入吊篮，直升机将他拉进机舱，随后把他和太空舱一起运送到尚普蘭湖號航空母艦。整个回收过程耗时11分钟。回收完成后，谢泼德称自己“......直到回收成功完成才真正感觉获得成功。降落的时候并不痛苦，痛苦的是突然停下来的瞬间。”

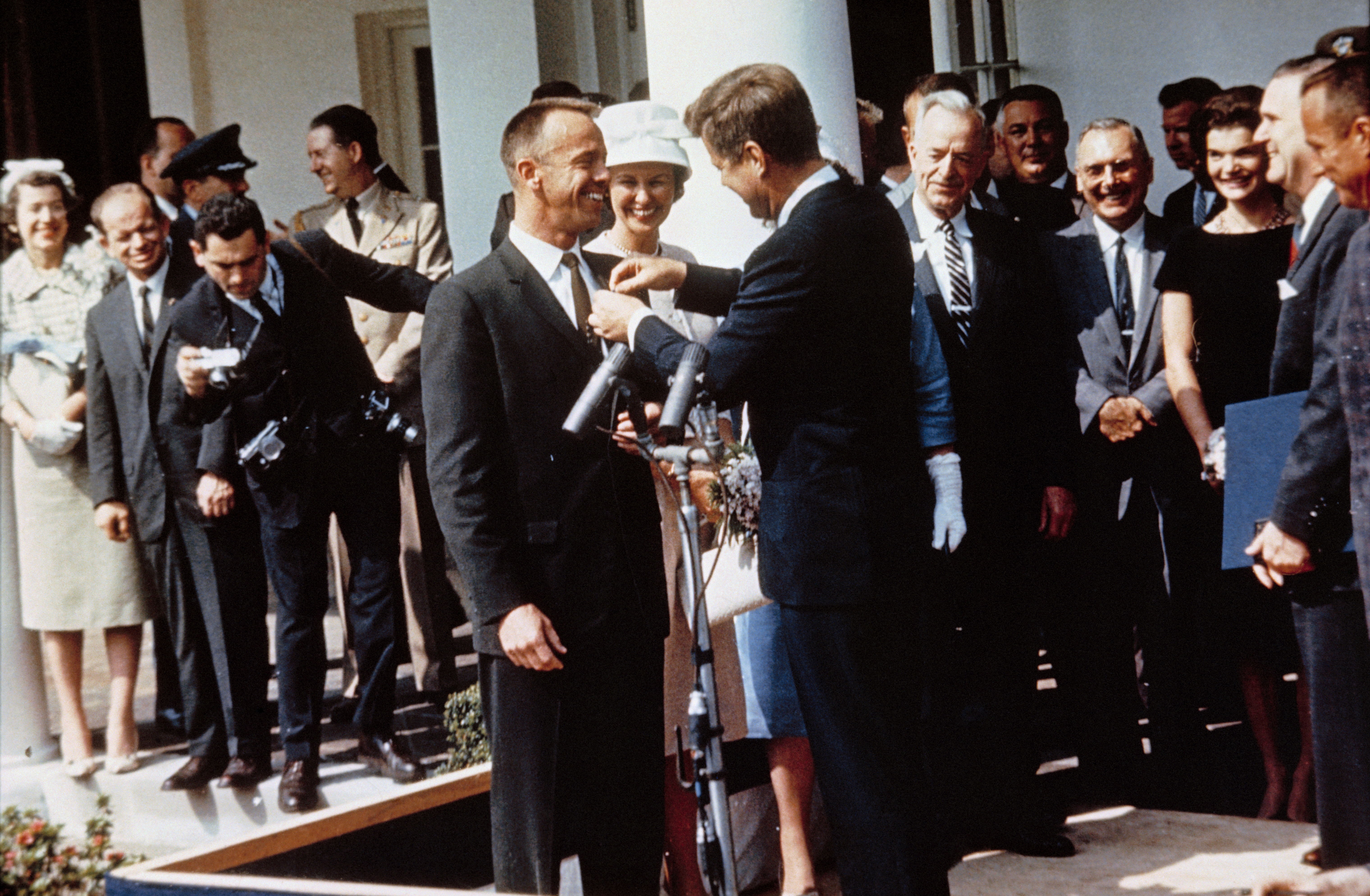
肯尼迪总统向谢泼德颁发航空航天局杰出服务勋章

自太空返回后，谢泼德成为美国的国家英雄，在华盛顿特区、纽约和洛杉矶参加了巡游。肯尼迪总统在5月8日为他颁发了航空航天局杰出服务勋章。他还获得了美军颁发的飞行优异十字勋章。
航空航天局之后于1962年2月发射水星-宇宙神6号，完成美国历史上首次载人轨道飞行。这次任务一度考虑由谢泼德再次执行，但最终选择由约翰·格伦完成，谢泼德在地面负责与飞行舱通讯。同年的水星-宇宙神7号送斯科特·卡彭特进入太空，谢泼德则继续在地面担任飞行舱通讯员。1963年，水星-宇宙神9号选定由戈尔登·库勃执行，谢泼德作为替补宇航员待命。发射前不久，库勃因技术人员未经允许私自改动他的宇航服而感到不满，于是驾驶F-106战斗机低空飞过卡纳维拉尔角的航空航天局大楼。主管因此计划叫停库勃的任务，改由谢泼德执行，但最终仍然决定继续由库勃完成。水星计划原定的最后一次任务水星-宇宙神10号再次选定谢泼德。此次任务原计划于1963年发射，在太空飞行三天。谢泼德将太空舱命名为“自由7号II”，以纪念自己的首次太空之旅，还把这一名称涂在舱外。然而1963年6月12日，航空航天局局长詹姆斯·韦伯宣布水星计划已经完成目标，原定的水星-宇宙神10号任务永久取消，不再发射。谢泼德希望能继续发射，他找到韦伯，称这次任务将创造宇航员在太空停留时间的纪录，进而领先苏联。韦伯仍然坚持取消，认为应当尽快展开下一步研究。谢泼德甚至向总统肯尼迪谈及自己的想法，而肯尼迪此时已经着眼于登陸月球，于是也同意韦伯取消发射的决定。水星-宇宙神10号最终未能成行。

### 双子座计划：首席宇航员

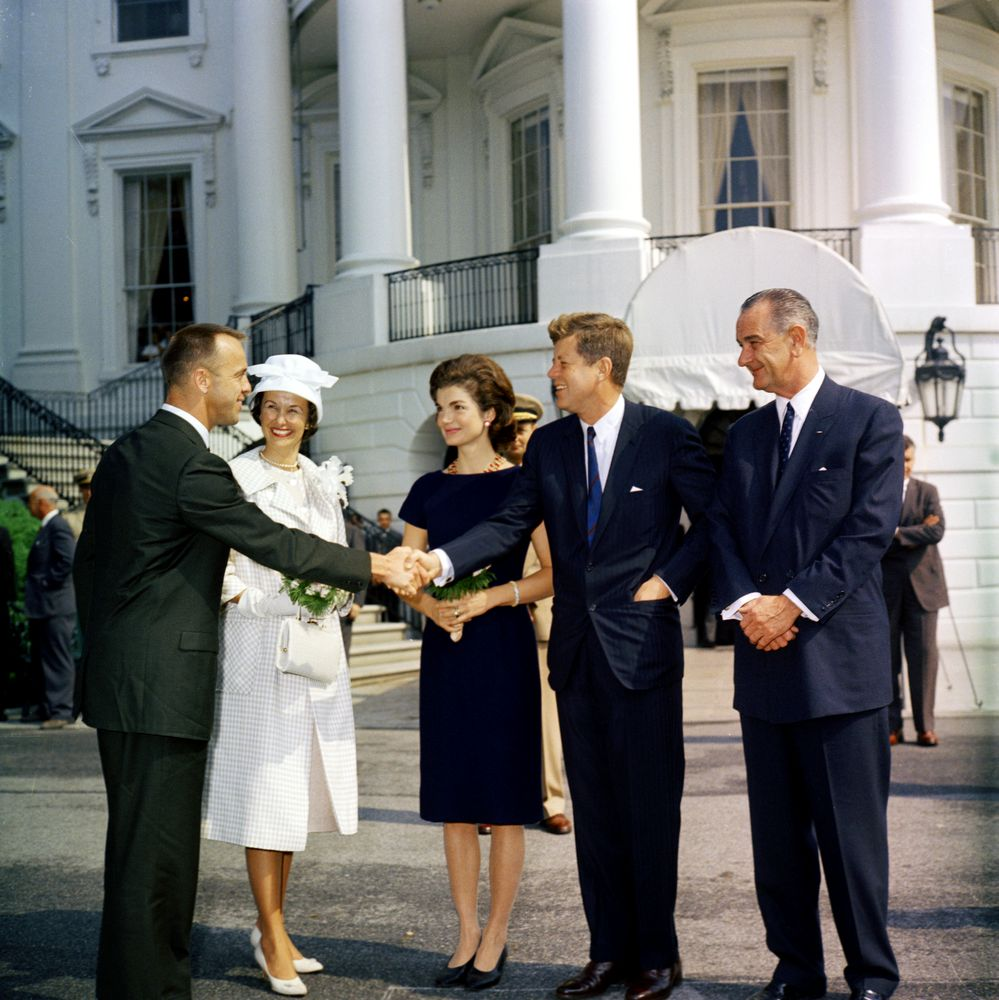
美国总统约翰·肯尼迪（右二）、第一夫人杰奎琳·肯尼迪（右三）和副总统林登·约翰逊（右一）在白宫会见艾伦·谢泼德（左一）和路易丝·谢泼德（左二）夫妇

水星计划完成后，航空航天局启动了双子座计划，目标是同时将两位宇航员送入太空。水星-宇宙神10号取消发射后，航空航天局选定谢泼德担任双子座计划首次载人任务的指令长，托马斯·斯塔福德和他一同完成任务。谢泼德在1963年末却开始出现重度头晕、恶心的症状，行动不协调，还伴有左耳严重耳鸣。他担心病情曝光后不能再执行任务，试图隐瞒自己的状况，但意识到如果自己以当前状态进入太空将会酿成致命危险。他此前居住于維珍尼亞海灘，这时已经搬到德克萨斯州休斯敦居住。一次在休斯敦讲课时，谢泼德突然头晕发作，靠人搀扶才勉强走下讲台，于是他向时任飞行任务主任迪克·斯雷顿坦白了自己的病情，请航空航天局医生为自己诊治。
1963年，医生诊断谢泼德患上了美尼尔氏综合症，其内耳压力过高导致半规管过度敏感，引发头晕、方向感变差和恶心的症状。医生对这一疾病束手无策，只能给他服用利尿剂排出内耳积聚的液体，还为他开出促进血液循环的药物。美尼尔氏综合症患者有20%可以自愈，而谢泼德在服药后未见好转。医生还发现他患有青光眼和甲状腺结节，因此决定他的身体状况不适宜继续飞行，无限期暂停他的飞行资格。双子座计划的首次载人任务双子座3号也改由维吉尔·格里森和约翰·杨执行。1964年1月17日，谢泼德在休斯敦赫曼医院接受手术切除了20%的甲状腺。

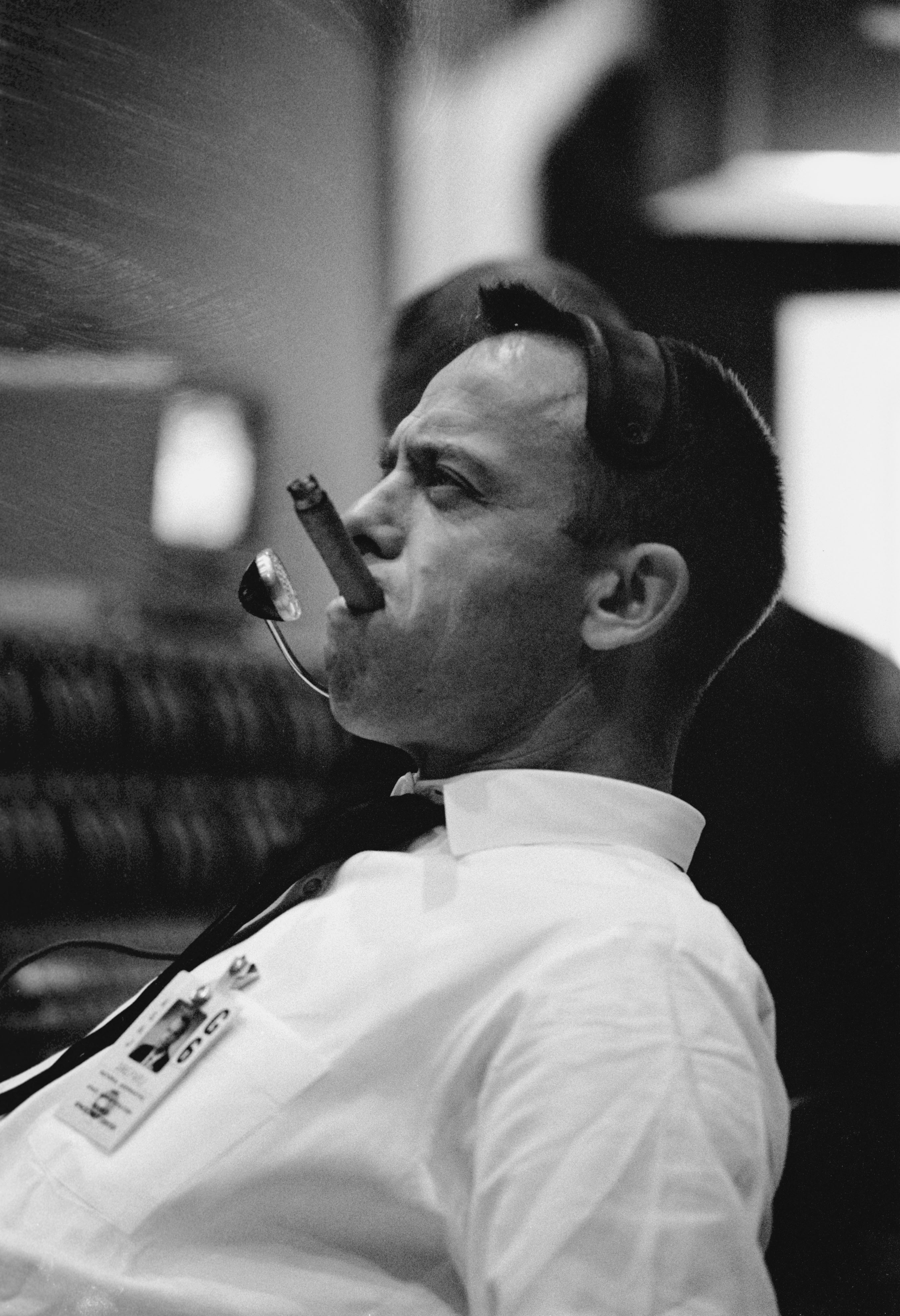
1965年12月15日，双子座6A号成功发射后，谢泼德坐在肯尼迪航天中心主控室休息

1963年11月，谢泼德获任命成为航空航天局宇航员办公室主任（即首席宇航员）。他自此开始负责管理航空航天局旗下宇航员，包括开发管理宇航员训练项目、安排宇航员的专门训练计划，还负责协调安排宇航员的飞行任务，评估设计太空任务中的设备。他也参加宇航员选拔和太空实验的筛选，直接参与了1966年第五组宇航员的选拔工作。谢泼德此时无法参加宇航员训练，于是在业余时间开始投资银行、油井和房地产。他还成为贝顿国家银行（Baytown National Bank）的共有人和副总裁，在航空航天局的办公室内也靠电话打理自己的生意。他鼓励自己的宇航员同事到这间银行贷款或投资，同事私下称他是“贷款之鹰”（the Loan Eagle）。这一绰号和查尔斯·林德伯格的昵称“孤鹰”（The Lone Eagle）谐音。谢泼德还因银行贷款陷入与斯科特·卡彭特的诉讼。卡彭特称谢泼德未能告知自己银行即将出售的消息，导致自己在银行股价大跌时受到损失，无法偿还25,000美元的贷款。他因此指责谢泼德“诈骗”了自己。谢泼德还曾投资一所加利福尼亚州的石油公司，但公司跑路血本无归。他之后又成为德克萨斯州韋瑟福德一座牧场的合伙人。航空航天局局长韦伯对谢泼德的投资行为颇有不满，要求他“把航空航天局的利益放在私人利益之前”。在这段时间内，谢泼德阴晴不定，他的秘书经常在办公室门外贴上他不同表情的照片，提醒访客他当时的心情。记者汤姆·沃尔夫给谢泼德的双重性格取名为“微笑艾尔”（Smilin' Al）和“寒冰指令官”（Icy Commander），称他在两种性格之间判若两人。

### 阿波罗计划

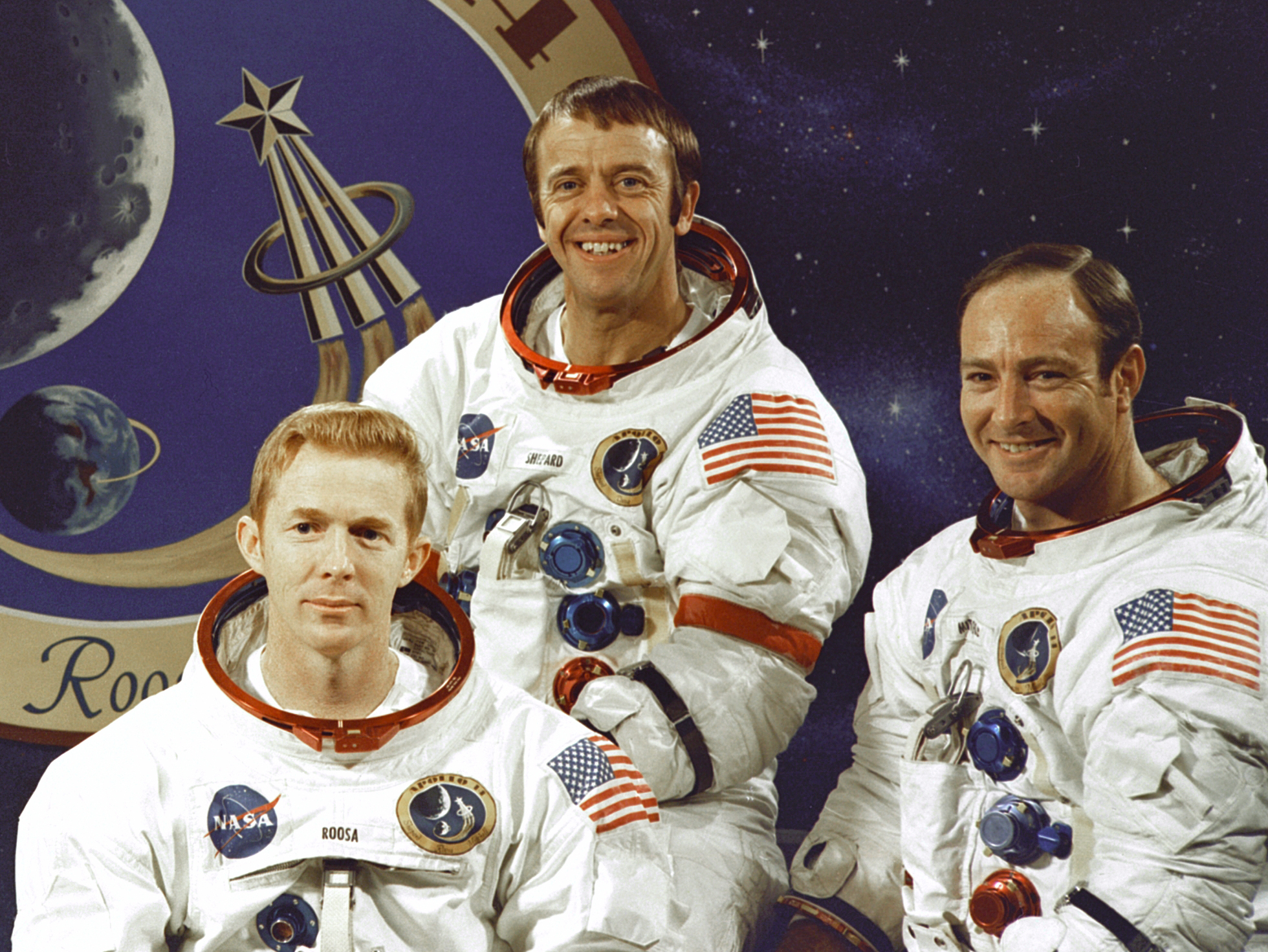
阿波罗14号任务成员的合影，自左至右依次为：斯图尔特·罗萨、艾伦·谢泼德和艾德加·米切尔

1968年夏天，谢泼德的搭档托马斯·斯塔福德听说洛杉矶的一位耳科医生研究出了美尼尔氏症的治疗方法，把这个消息告诉了谢泼德。他于是悄悄飞到洛杉矶见到了这位威廉·F·豪斯医生。豪斯医生的方法是在他耳后的颞骨乳突部切口，在内淋巴囊打洞插入一根小管，排出多余的液体以缓解内耳过高的压力。豪斯医生称不能保证治愈，同时还有微小可能造成单侧听力完全丧失。谢泼德了解风险之后，认为这是他的最后机会。1969年初，他为避免公众关注，以假名入住洛杉矶圣文森特医院（St. Vincent's Hospital）接受了手术。手术结果极为成功，他在1969年5月7日恢复飞行资格。之后谢泼德找到迪克·斯雷顿，要求“让我飞到月球去”。此时他已经晋升为上校。7月16日，他还首次见到自己的偶像查尔斯·林德伯格，两人都对对方的成就表示敬仰。1969年，航空航天局为他颁发了优异服务勋章。
谢泼德最早的登月机会是计划于1970年发射的阿波罗13号。这一任务按惯例应由戈尔登·库勃为首的阿波罗10号替补成员完成，但谢泼德和斯雷顿有权安排飞行任务，两人安排谢泼德参加阿波罗13号，剥夺了库勃的机会。库勃认为谢泼德只顾个人利益，对此怒不可遏。他之后因“政治太复杂”而离开太空项目，多年后仍无法原谅谢泼德夺走自己的登月机会。谢泼德计划出任此次任务指令长，1966年入选宇航员的新人斯图尔特·罗萨成为指令舱驾驶员。谢泼德还邀请阿波罗9号指令长詹姆斯·麦克迪维特担任登月舱驾驶员。但麦克迪维特认为谢泼德接受登月训练时间尚短，无力领导任务，拒绝了这一请求。谢泼德于是将这一机会给了与罗萨同一批入选的新人艾德加·米切尔。

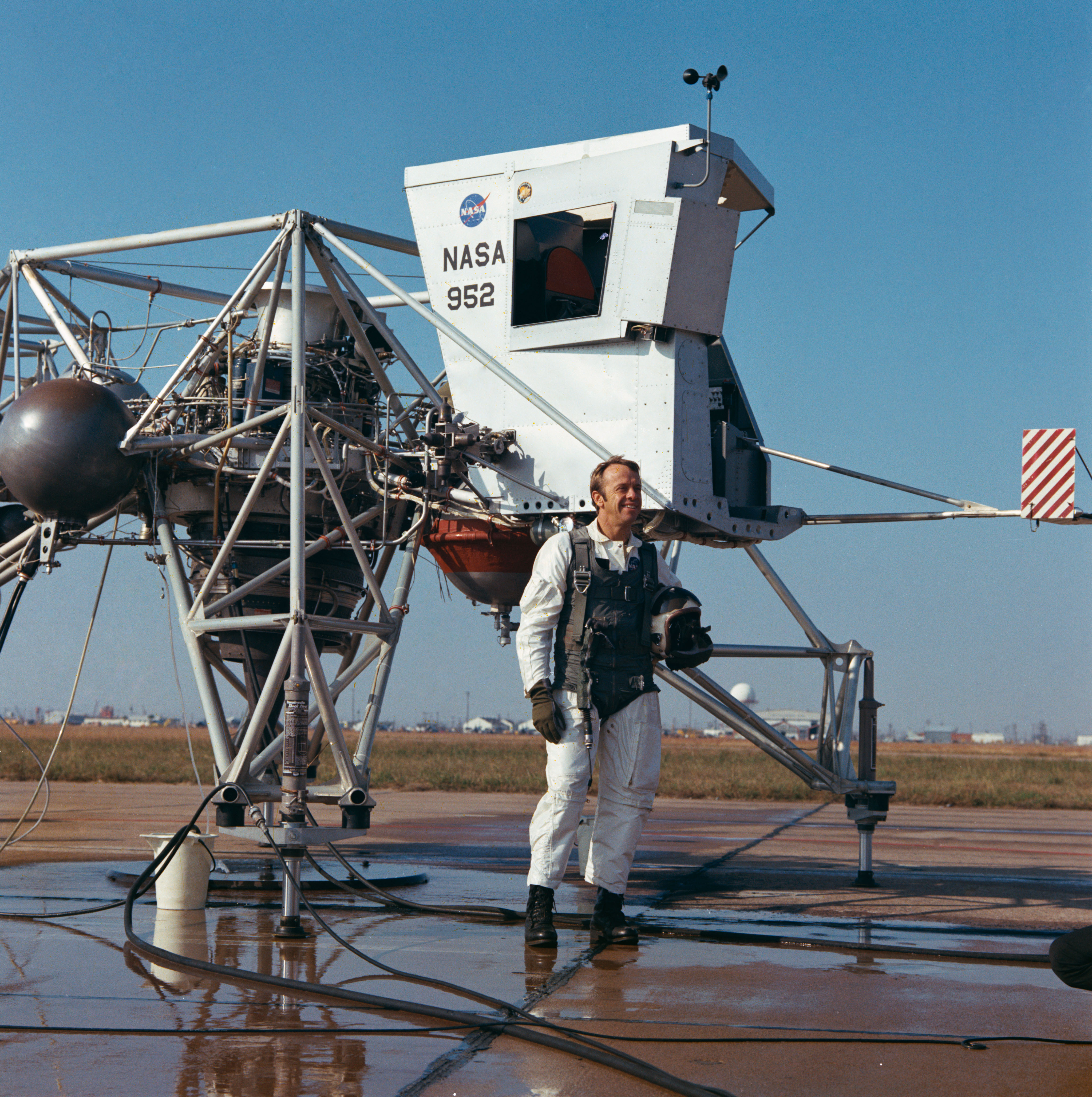
谢泼德在为阿波罗14号任务训练期间的照片，其身后是登月著陸訓練機

斯雷顿将这一计划和机组成员安排提交至航空航天局总部，然而载人航天部门主管乔治·穆勒也认为这三人经验不足而不予批准。斯雷顿于是联系到吉姆·洛弗尔执行这一任务。洛弗尔是阿波罗11号替补成员，按惯例将执飞阿波罗14号任务，斯雷顿则提议将他提前至阿波罗13号。洛弗尔同意了这一想法，谢泼德三人就此推迟至阿波罗14号任务，以增加更多训练经验。
按计划，阿波罗13号与14号两次任务十分相似，但阿波罗13号在发射两天后遭遇氧气罐爆炸，三名机组成员险些命丧太空，只能在缺水缺电、维生系统关闭的情况下勉强返回地球，原计划的登月任务也未能执行。这次任务也成为谢泼德和洛弗尔日后互相玩笑的话题，洛弗尔戏称谢泼德如果想要这次任务的话会“随时奉上”。事故后，阿波罗14号的发射计划随即推迟四个月，以重新调整飞船，防止类似危险再次发生。阿波罗14号的计划登月地点也调整为阿波罗13号的原定目标弗拉·毛罗环形山。
北美东部时间1971年1月31日凌晨4:03，谢泼德等三人乘坐的阿波罗14号在肯尼迪航天中心由土星5号火箭发射升空。协调世界时2月5日早8:37，谢泼德和米切尔乘坐“心大星”号登月舱降落至月球表面。登月舱雷达在降落过程中曾短暂失灵，谢泼德操纵登月舱成功降落，距预定着陆点不超过160英尺（49），成为阿波罗计划至此最精确的一次着陆。此次任务是美国历史上第三次成功登月任务。着陆5小时23分钟后，谢泼德走出登月舱，成为第五位踏上月球的人类。他这时已经年满47岁，是登月时年龄最大的一位宇航员。谢泼德也是水星计划七人中唯一一位登上月球的宇航员。

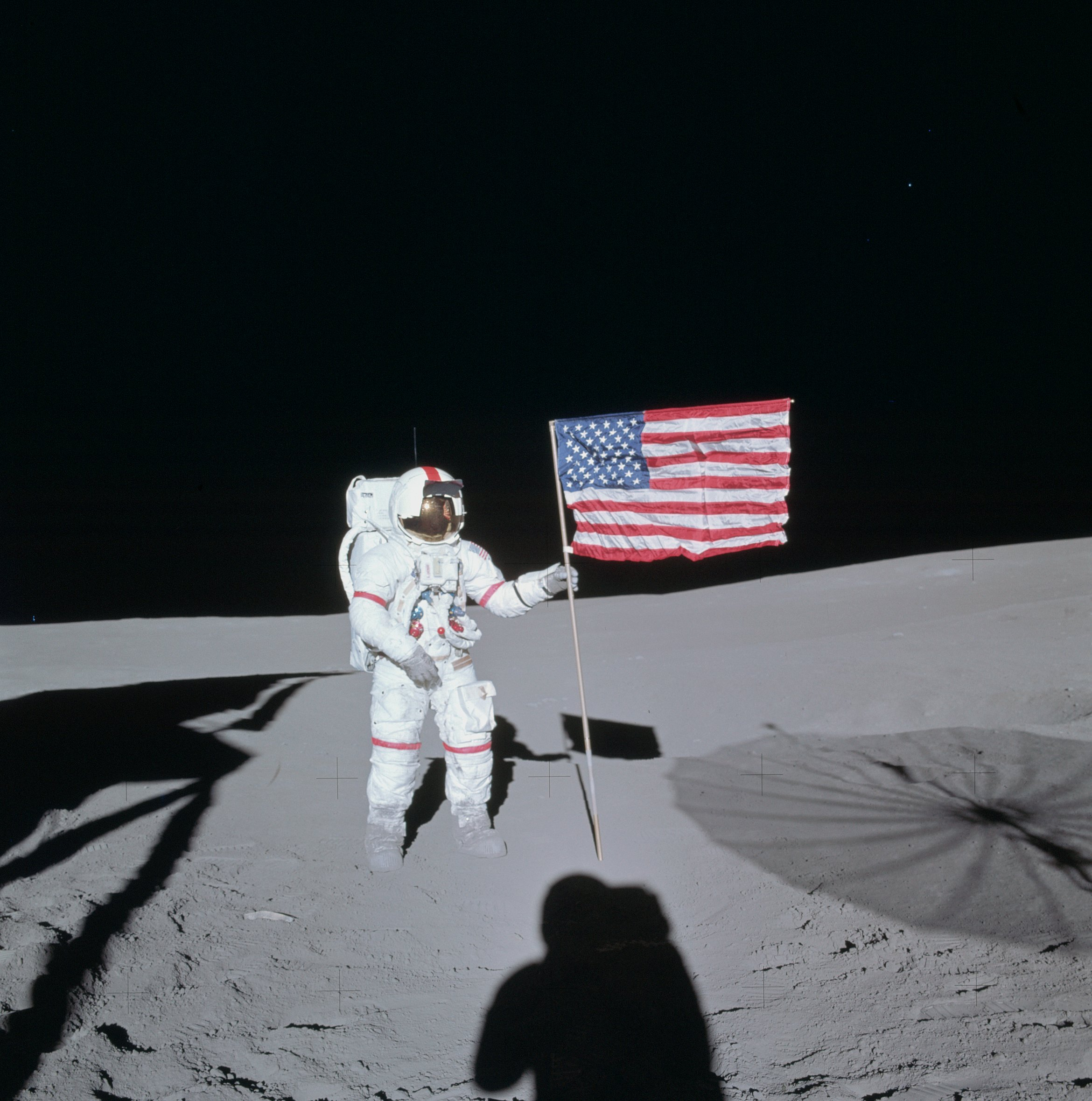
谢泼德在月球表面与美国国旗合影

两位宇航员在登月时携带了摄像机向地球观众直播月球表面的画面，这也是美国第一次通过彩色电视直播登月画面。谢泼德踏上月球后热泪盈眶，说出的第一句话是“艾尔抵达月面。这一路虽然漫长，但是我们到了。”两人在第一次出舱行动中插上美国国旗，安装好了必要设备。在第二次出舱活动完成工作之后，谢泼德在月球打出两颗高尔夫球，完成了人类历史上唯一一次月球高尔夫。他在发射前就想做些“特别的事”，将高尔夫球杆头藏在袜子中偷带到飞船内。他将球杆头和取样装置的手柄连接起来，在月球表面拿出球杆时，航空航天局也少有人知道他的这一计划。他在笨重的宇航服中只能单手击球，第一颗球两次挥杆失败，只飞出数十码，第二颗球飞出200碼（180）左右。他对地面控制中心戏称球飞出“很远很远很远”。这次月球高尔夫也成为谢泼德在阿波罗计划中的标志性举动。谢泼德在1974年将这根高尔夫球杆捐献给美國高爾夫協會博物馆。他在日后曾感慨，从太空中看地球是如此“脆弱而美丽”，“地球上有那么多人不能和平相处真的是很糟糕的一件事。”
协调世界时2月6日18:48，在月面停留33小时后，谢泼德和米切尔驾驶登月舱离开月球。这是人类历史上在月球停留最久的一次任务。阿波罗14号指令舱则于北美东部时间2月9日16:05降落于太平洋上美属萨摩亚以南765海里（1,417）预定地点附近。附近待命的新奥尔良号直升机登陆舰负责回收指令舱，接回三位宇航员。
谢泼德此次任务后再次获得航空航天局杰出服务勋章，还获得海军杰出服役勋章，理由是他“以高超的领导能力、专业的技能和奉献精神出色完成了阿波罗14号任务”，“在服役中获得宝贵而杰出的成就，为美国太空项目贡献巨大”。
谢泼德在1969年7月时卸下宇航员办公室主任一职，以全身心参与阿波罗计划训练，托马斯·斯塔福德在此期间接任。1971年6月，谢泼德重新回到这一职位直至退役，后由约翰·杨继任。时任总统理查德·尼克松在次月还任命他作为第26届联合国大会的美国代表之一，他在当年9月至12月参加了大会。同年，谢泼德获尼克松总统提名升为少将军衔，成为第一位到达这一军衔的宇航员。1974年7月31日，谢泼德正式从航空航天局和海军退役。整个航天事业中，他的太空飞行时长共计216小时57分钟，其中9小时17分钟是在月球上的舱外活动。

## 晚年生活和逝世

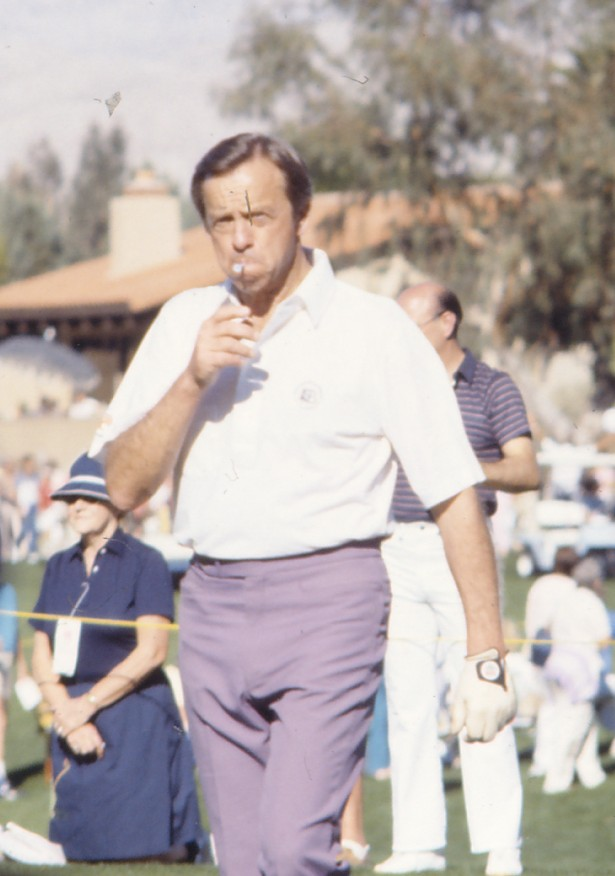
1986年，谢泼德参加高尔夫球鲍勃·霍普经典赛

谢泼德离开航空航天局后成为休斯敦马拉松建设集团（Marathon Construction Corp.）主席，还曾任库尔斯啤酒在休斯敦的分销公司总裁，之后曾在多家公司的董事会任职。他在休斯敦成立了“7-14企业股份有限公司”（Seven Fourteen Enterprises, Inc.，以“自由7号”和“阿波罗14号”命名），自己出任总裁，旗下拥有诸多子公司。他靠投资银行和房地产收益颇丰，是美国第一位百万富翁宇航员。
谢泼德曾是美国航天学会和国际试飞员协会会员，还加入了扶輪社、同濟會、五月花协会、辛辛那提协会、美国王牌飞行员协会（American Fighter Aces）等组织。他还是国家太空研究院和洛杉矶耳科研究中心两家机构的理事。
谢泼德在晚年乐于资助慈善组织和朋友。1984年，谢泼德联合水星计划七人中的卡彭特、库勃、格伦、施艾拉和斯雷顿五人，以及格里森的遗孀贝蒂·格里森（Betty Grissom），七人共同创办了水星七人基金会（Mercury Seven Foundation），旨在筹集资金为科学和工程学学生提供大学奖学金。基金会在1995年更名为宇航员奖学金基金会（Astronaut Scholarship Foundation）。谢泼德向基金会中捐献大笔资金，自基金会成立起即任首任会长兼总裁，直至1997年10月卸任交由吉姆·洛弗尔管理。谢泼德曾与友人一起为休斯敦聋儿学校筹集资金，后成为其名誉理事。他还帮助查尔斯·林德伯格基金会筹集善款，并秘密资助德克萨斯州的一位白血病患儿。谢泼德还曾出资帮助阿波罗14号搭档斯图尔特·罗萨建立自己的公司。水星计划七人中的其他成员大多称谢泼德年轻时颇有些自负任性，对他晚年的乐善好施十分惊讶。瓦尔特·施艾拉称谢泼德“十分慷慨”，但“不向别人宣扬”。
1994年，谢泼德与两位记者杰·巴伯利和霍华德·本尼迪克特（Howard Benedict）合作出版了回忆录《向月球发射：美国登月竞赛的幕后故事》，已经逝世的迪克·斯雷顿也是署名作者之一。书中披露了宇航员之间的故事和幕后的牺牲。同年，透納廣播公司将这部回忆录改编成迷你剧。
1996年，谢泼德已经开始出现身体不适，但他尽量不向外界表现出来。同年，谢泼德确诊患上白血病。受到年龄限制，他已无法接受骨髓移植。在大剂量药物和换血治疗后，他的症状一度有缓解迹象，但在1997年又开始复发。谢泼德始终保持高涨的信心，坚信“我会击败它的”。他的友人、音乐制作人米奇·卡普（Mickey Kapp）见此情形，感慨他是“我见过最强悍的人”。但医生认为他的前景已不乐观。约翰·格伦联系了国立卫生研究院的白血病专家，他们也基本无能为力。1998年7月20日，谢泼德出现腹痛入院。21日晚21:30左右，他在加利福尼亚州蒙特雷縣圆石滩因白血病与世长辞，享年74岁。卡普称“这是他输掉的唯一一场战役”。他的遗孀路易丝希望将他的遗体火化后把骨灰撒在“特别的地方”，但她在五周后的8月25日因心脏病发作猝逝，同样享年74岁。路易丝逝世于当晚17:00，正是两人生前日常通话的时间。家人决定将这对结婚53年的夫妻一同火化。11月18日，他们的好友搭乘海军直升机，将夫妇两人的骨灰分别撒在圆石滩旁的净水湾（Stillwater Cove）海面上。新罕布什尔州德里的森林丘墓园（Forest Hill Cemetery）则设立了夫妇两人的纪念墓碑。

## 家庭生活

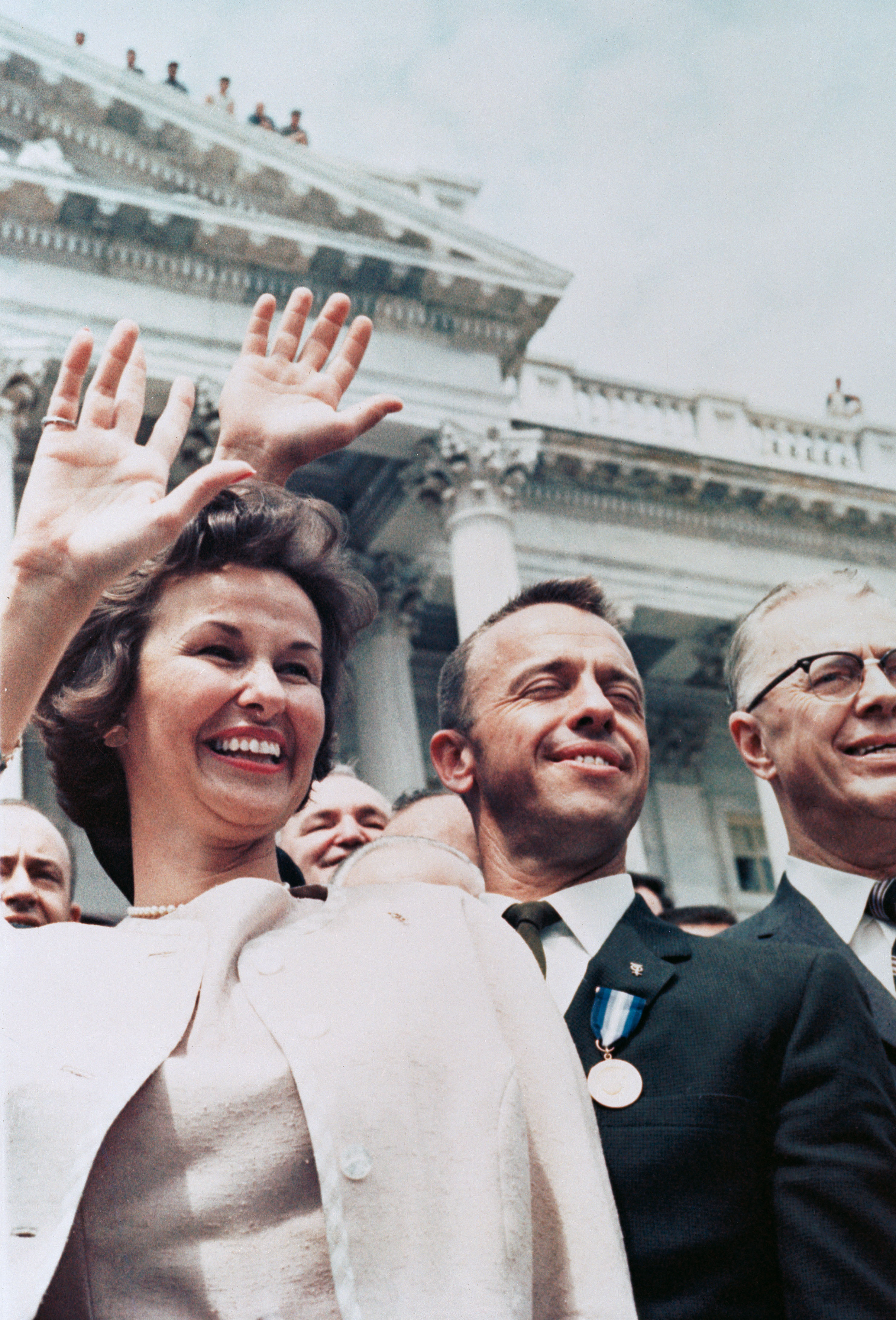
谢泼德与路易丝夫妇在1961年华盛顿特区巡游中向观众挥手示意

谢泼德和路易丝在婚后生下两个女儿。长女劳拉（Laura）于1947年出生，次女朱莉（Julie）于1951年出生。1956年，路易丝的姐姐逝世，谢泼德夫妇收养了她5岁的女儿茱迪丝·威廉姆斯（Judith Williams），并为她改名为爱丽丝（Alice）。夫妇二人没有正式办理领养手续，但仍像对待亲生女儿一样抚养她成人。谢泼德抚养女儿十分用心，经常带三个女儿参加航空航天局的活动。她们常常是这些活动中仅有的宇航员子女。谢泼德曾带女儿到科罗拉多州教她们滑雪，还曾租用小飞机送她们从德克萨斯州飞到缅因州参加夏令营。三个女儿成年后一共生下六个孩子，这些孙辈也受尽谢泼德的宠爱。
谢泼德自年轻时就善于讨女性的欢心。他因任务离开家时，每晚都会在妻子当地时间的17:00定时和她通话，但在婚前婚后也曾经与其他女性约会。他在阿波罗14号任务之后开始更多地陪伴路易丝，每两年都会带她一同去巴黎国际航空航天展，还和她一起前往亚洲。路易丝对他婚外的风流韵事有所耳闻，但从未与他对质，也没有想过与他分手。

## 荣誉和纪念

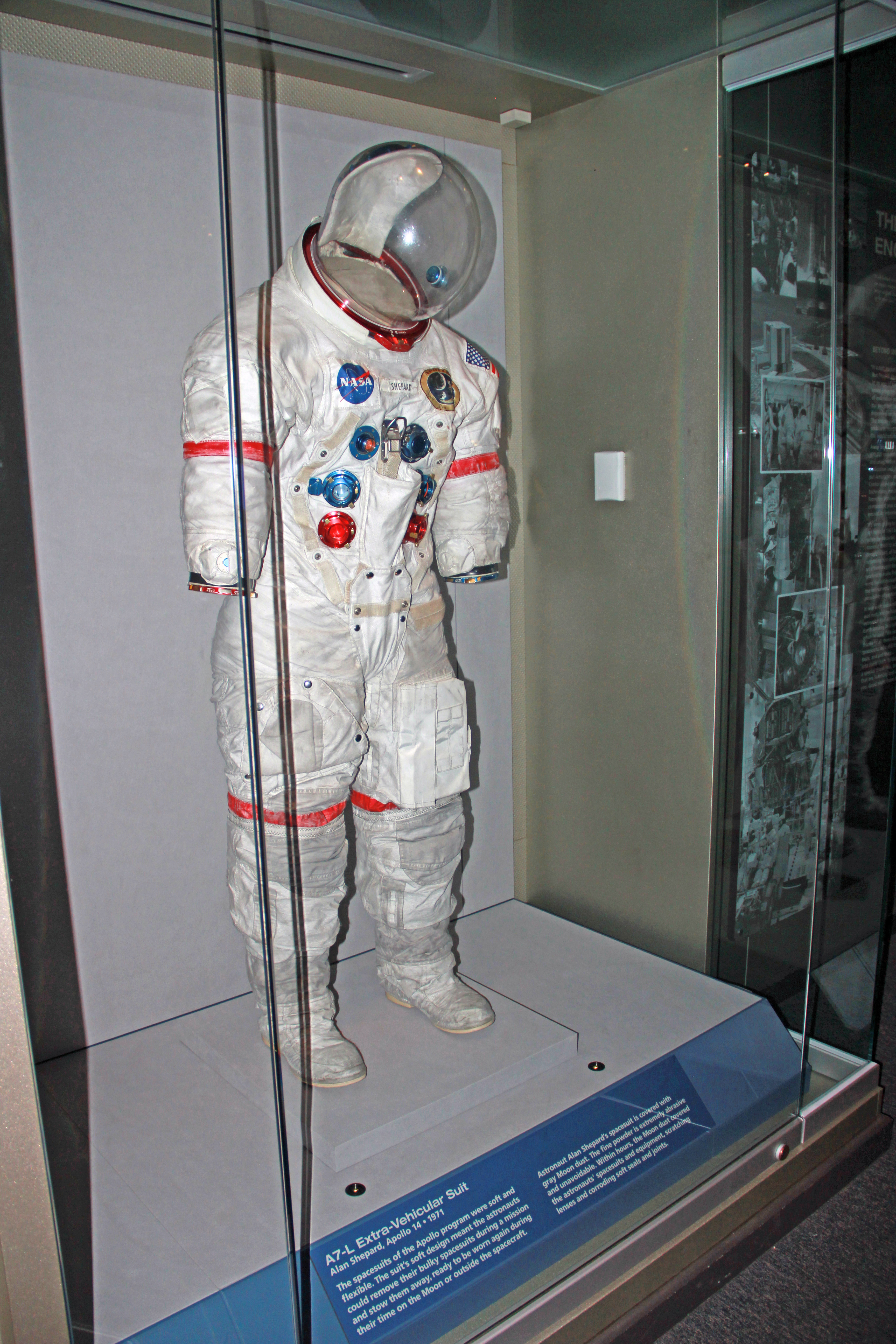
谢泼德登月时穿着的宇航服，现藏于佛罗里达州肯尼迪航天中心

谢泼德一生凭借在太空项目中的贡献获得多个奖项，除两度获得航空航天局杰出服务勋章，以及海军杰出服役勋章、飞行优异十字勋章和航空航天局优异服务勋章之外，他于1978年10月1日获得时任总统吉米·卡特颁发的國會太空榮譽勳章。
谢泼德还于1962年获得全国航天协会科莱尔奖杯；1963年获得国际试飞员协会伊文·C·金奇洛奖；1963年12月5日获得全国航空航天职业协会（National Society of Aerospace Professionals）和圣迭戈航空航天博物馆共同颁发的约翰·J·蒙哥马利奖；1964年5月5日获得史密森尼学会最高奖朗利金章；1971年获得纽约市颁发的金牌和美国航天学会飞行成就奖；1981年获得成就学院颁发的金盘奖科学和探索奖（Golden Plate Award for Science and Exploration）。
1962年，谢泼德获得达特茅斯学院文学硕士名誉学位，之后于1971年又获得邁阿密大學名誉自然科學博士学位，1972年获富兰克林·皮尔斯人文学博士名誉学位。他于1977年入选全国航空名人堂，1981年入选新墨西哥州太空历史博物馆的国际太空名人堂，1990年5月11日进入美国宇航员名人堂。
美国民间也以谢泼德的名字命名道路、建筑以示纪念。新罕布什尔州康科德成立了一间科学博物馆麦考利夫－谢泼德探索中心，以纪念在邻县出生的谢泼德和曾在当地工作的挑战者号遇难教师克里斯塔·麦考利夫。新罕布什尔州将93號州際公路在该州境内长26.2英里（42.2）的一段命名为“艾伦·B·谢泼德公路”，弗吉尼亚州汉普顿也将一条道路命名为“谢泼德指令长大道”。谢泼德的家乡德里因为他的事业而一度获得“太空城”（Space Town）的昵称，其境内邮局建筑在2000年更名为“小艾伦·谢泼德邮局大楼”。德里历史博物馆设有专门的“谢泼德厅”，当地警方的袖章上也写有他的姓名。谢泼德的高中母校平克顿学院以他的名字命名了“谢泼德大楼”，学校体育队则取昵称为“太空人”（"Astros"）。佛罗里达州卡纳维拉尔角可可比奇建有艾伦·谢泼德公园；弗吉尼亚海滩有“艾伦·B·谢泼德展览中心”，后更名为“艾伦·B·谢泼德市政中心”，但于1994年拆除。伊利诺伊州帕罗斯高地则建立了一所“艾伦·B·谢泼德高中”，尤其重视太空教育。谢泼德本人于1976年4月25日参加了学校的落成典礼。美国私人太空公司蓝色起源于2015年发射一枚亚轨道太空旅行用火箭，命名为“新雪帕德火箭”。
2006年，美国海军以谢泼德的名字命名补给舰艾伦·谢泼德号弹药干货船。2011年4月，航空航天局为谢泼德颁发“探索大使奖”，纪念他在美国太空项目中的贡献。奖杯中用有机玻璃封存了一块月岩，由他的家人代为领取。奖杯之后放在马里兰州安纳波利斯的海军学院博物馆永久展出。同年5月4日，美國郵政署发行了谢泼德的纪念邮票，在肯尼迪航天中心举办了首日封发行仪式。这是美国历史上首次为特定的一位宇航员发行纪念邮票。
2010年，非营利组织太空基金会调查了美国公众心中最受欢迎的太空英雄，谢泼德与巴兹·奥尔德林和维吉尔·格里森并列第九位。太空基金会还与宇航员纪念基金会（Astronauts Memorial Foundation）和航空航天局合作，自2001年起每年颁发“艾伦·谢泼德科技教育奖”（Alan Shepard Technology in Education Award），奖励为科技教育做出贡献的中小学及学前教育教师和管理者。

## 流行文化
流行文化中有许多作品受到谢泼德和他两次任务的启发。1965年木偶剧《雷鳥神機隊》中的艾伦·特雷西（Alan Tracy）一角就以他的名字命名。BioWare公司出品游戏质量效应系列中主角指挥官薛帕德（Commander Shepard）也因他而得名。
1983年电影《太空先锋》改编自汤姆·沃尔夫的纪实作品《真材实料》（The Right Stuff），介绍了水星计划七人的选拔和训练过程，其中谢泼德的角色由史考特·葛倫饰演。1998年，美国HBO频道播出了朗·霍华德导演的电视剧《从地球到月球》。剧集根据阿波罗计划中的真实故事改编，其中由泰德·拉文饰演谢泼德一角。2002年电影《猩空漫游》中也出现了谢泼德的角色，由马克·莫塞斯饰演。2005年，英国广播公司制作了一部文献电视片《太空竞赛》介绍美苏两国在太空竞赛中的历史，陶德·波伊斯在其中“月球竞赛”一集中饰演了谢泼德。同年的3D传记电影《华丽荒土：月球漫步》中则是由马特·达蒙负责为谢泼德配音，影片中也收录了部分谢泼德本人的原声。2015年美国广播公司播出电视剧《宇航员之妻俱乐部》，其中谢泼德的角色由德斯蒙·哈靈頓出演。2016年电影讲述了非裔女性参与水星计划的故事，也涉及谢泼德的角色。这一角色由丹恩·达文波特（Dane Davenport）出演。